# Amine Kherbi
 (mai 2023).
Si vous disposez d'ouvrages ou d'articles de référence ou si vous connaissez des sites web de qualité traitant du thème abordé ici, merci de compléter l'article en donnant les références utiles à sa vérifiabilité et en les liant à la section « Notes et références ».
 (mai 2023).
La mise en forme du texte ne suit pas les recommandations de Wikipédia : il faut le « wikifier ».
Les points d'amélioration suivants sont les cas les plus fréquents :
- Les titres sont pré-formatés par le logiciel. Ils ne sont ni en capitales, ni en gras.
- Le texte ne doit pas être écrit en capitales (les noms de famille non plus), ni en gras, ni en italique, ni en « petit »…
- Le gras n'est utilisé que pour surligner le titre de l'article dans l'introduction, une seule fois.
- L'italique est rarement utilisé : mots en langue étrangère, titres d'œuvres, noms de bateaux, etc.
- Les citations ne sont pas en italique mais en corps de texte normal. Elles sont entourées par des guillemets français : « et ».
- Les listes à puces sont à éviter, des paragraphes rédigés étant largement préférés. Les tableaux sont à réserver à la présentation de données structurées (résultats, etc.).
- Les appels de note de bas de page (petits chiffres en exposant, introduits par l'outil «  Source ») sont à placer entre la fin de phrase et le point final[comme ça].
- Les liens internes (vers d'autres articles de Wikipédia) sont à choisir avec parcimonie. Créez des liens vers des articles approfondissant le sujet. Les termes génériques sans rapport avec le sujet sont à éviter, ainsi que les répétitions de liens vers un même terme.
- Les liens externes sont à placer uniquement dans une section « Liens externes », à la fin de l'article. Ces liens sont à choisir avec parcimonie suivant les règles définies. Si un lien sert de source à l'article, son insertion dans le texte est à faire par les notes de bas de page.
- La présentation des références doit suivre les conventions bibliographiques. Il est recommandé d'utiliser les modèles {{Ouvrage}}, {{Chapitre}}, {{Article}}, {{Lien web}} et/ou {{Bibliographie}}. Le mode d'édition visuel peut mettre en forme automatiquement les références.
- Insérer une infobox (cadre d'informations à droite) n'est pas obligatoire pour parachever la mise en page.

Pour une aide détaillée, merci de consulter Aide:Wikification.
Si vous pensez que ces points ont été résolus, vous pouvez retirer ce bandeau et améliorer la mise en forme d'un autre article.
Amine Kherbi son nom complet, Ahmed Amine Kherbi est un diplomate algérien. Né à Bordj Bou Arreridj, le 22 juin 1942, et mort, à Alger, le 7 mars 2022. Son père, Cheikh Mohamed Menad, fut un éducateur et professeur libre d'arabe. Amine Kherbi est, le frère de Djamel-Eddine Kherbi, jeune moudjahid tombé au champ d'honneur, probablement lors d’une bataille dans l’Ouarsenis, en juillet 1959.

## Biographie
Le parcours d’Amine Kherbi est passé par bien de péripéties qui l’ont confectionné et lui ont façonné la figure du diplomate chevronné qu’il était. Dès son jeune âge, vécu en pleine colonisation française, il assiste à toutes sortes d’odieuses agressions contre ses concitoyens et ses proches. Quelques semaines après les funérailles de son père à Blida, les autorités coloniales ont procédé au pillage de sa bibliothèque, contenant des documents rares et précieux, de différentes natures. Le jeune Amine Kherbi saisit, à ce moment-là, l’ampleur des oppressions que pratique le colonialisme sur le peuple algérien, et éveille en lui l’esprit du futur militant en faveur de la cause nationaliste.
Il a suffi de quelques activités et fréquentations de militants, avant que le jeune Amine Kherbi ne se retrouve en détention dans le camp de torture et d’extermination, à Boukaât Sahnoun (Chlef), en juillet 1959, après la fin de l’opération « Courroie », dans la Wilaya IV. À sa sortie de prison, il devient Maître d’Internat au lycée de Boufarik, avant de s’envoler pour la Suède.
Son départ en Suède fut couronné par de nombreuses actions militantes ayant répandu l’écho d’une Algérie indépendante. Après avoir appris le suédois et fréquenté le milieu intellectuel, Amine Kherbi fraye son chemin parmi les membres des partis sociaux-démocrates suédois, et réussit, le 1er mai 1961, à les séduire par un discours décrivant les exactions commises par le colonialisme français contre les Algériens. « Les gens étaient enthousiastes et curieux d’entendre un jeune étudiant algérien parler de la libération de son pays et des conditions de son indépendance avec détermination et optimisme. Mon discours a eu un grand écho dans les médias », écrit-il dans l’avant-propos de son ouvrage L’Algérie dans un monde en mutation.
À l’indépendance de l’Algérie, Amine Kherbi est prêt à apporter son expérience dans le long chemin de la construction d’une Algérie libre. Il rentre avec une licence en Sciences sociales et politiques et un Master of Social sciences, de l’Université d’Uppsala, avant de déposer un mémoire de thèse sur le non-alignement à la faculté de Droit et de Sciences économiques de l’Université d’Alger, en vue de s’inscrire en doctorat en Sciences politiques.
Tout s’accorde à dire qu’Amine n’est autre qu’un futur diplomate. Après avoir intégré, en 1968, la section des Affaires économiques et financières du ministère des Affaires étrangères, il rejoint le Secrétariat général de la Présidence du Conseil des ministres en qualité de chargé de Mission pour les questions économiques internationales. Il devient, par la suite, conseiller à la Mission permanente d’Algérie auprès de l’Office des Nations Unies à Genève, entre 1973 et 1977.
De retour à l’Administration centrale, Amine Kherbi occupe, entre 1977 et 1980, le poste de directeur des Affaires politiques pour l’Europe occidentale et l’Amérique du Nord et plus tard, Directeur général des Relations multilatérales, entre 1992 et 1996.
En 1980, il devient Ambassadeur d’Algérie à Brasilia pendant 5 ans, avant de s’envoler à Madrid, pour le même poste. Il enchaîne ensuite à Jakarta (1988-1989), Vienne (1989-1991), Pékin (1996-2001), et Washington (2005-2008).
La carrière d’Amine Kherbi fut entrecoupée par d’importantes responsabilités internationales au nom de l’Algérie, des pays arabes, de l’Afrique et des pays en voie de développement.
En 1973, il a été vice-président du Comité spécial sur la stratégie à long terme de l’ONUDI, président du   Groupe Intergouvernemental des Pays non-alignés pour les matières premières, entre 1974 et 1976, co-président du groupe Industrie-Technologie à la Conférence nord-sud de Paris (1975-1977), Secrétaire général de la Réunion spéciale du Club de Rome sur le Nouvel Ordre économique international, en 1976. Amine Kherbi a également assuré la présidence du Comité des budgets et des programmes de l’ONUDI (1990-1991), mais aussi la mission de porte-parole des pays arabes et négociateur principal à la Conférence Euro-méditerranéenne de Barcelone, en 1995.
Autres missions pédagogiques du diplomate : Directeur de séminaire à l’École Nationale d’Administration (1978-1980), président, en 1994, du groupe d’experts du Comité pour la protection de l’économie nationale. En 2018-2019, il a assuré un cours de post-graduation sur la sécurité et le développement à l’École des Affaires internationales de Paris, Sciences Po. Depuis 2017, il est chargé d’enseignement à l’Institut Diplomatique et des Relations internationales du ministère des Affaires étrangères.
Il a également occupé le poste de ministre délégué aux Affaires étrangères (2001-2002), Conseiller auprès du président de la République (2002-2005 et 2008-2014). Il est retraité depuis 2014 en tant qu’ancien membre du Gouvernement.

## Publications
Amine Kherbi est l’auteur de L’Algérie dans un monde en mutation, regards sur la politique économique, la sécurité nationale et les relations internationales et Sur le Toit du Monde, chroniques américaines, Éditions ANEP, 2018 et 2021. Son dernier livre intitulé L’Algérie peut réussir : plaidoyer pour le changement, il paraîtra prochainement.
Contribution au quotidien Le Soir d'Algérie.  
- Amine Kherbi, « Le rôle nouveau de la politique extérieure de l’Algérie », sur lesoirdalgerie.com, 19 avril 2021 (consulté le 30 mai 2023)
- Amine Kherbi, « Penser l’Algérie au XXIe siècle », sur lesoirdalgerie.com, 24 mai 2021 (consulté le 7 juin 2023)
- Amine Kherbi, « Plaidoyer pour des états généraux de l’économie », sur lesoirdalgerie.com, 13 août 2019 (consulté le 7 juin 2023)
- Amine Kherbi, « Les enjeux prioritaires pour l’Algérie de demain », sur lesoirdalgerie.com, 30 novembre 2021 (consulté le 7 juin 2023)

## Distinctions
- Ordre de la Croix du Sud Grand-Croix du Brésil (  Brésil, 1985)